# San Marinos Grand Prix 2002
San Marinos Grand Prix 2002 var det fjärde av 17 lopp ingående i formel 1-VM 2002.

## Resultat
1. Michael Schumacher, Ferrari, 10 poäng
2. Rubens Barrichello, Ferrari, 6
3. Ralf Schumacher, Williams-BMW, 4
4. Juan Pablo Montoya, Williams-BMW, 3
5. Jenson Button, Renault, 2
6. David Coulthard, McLaren-Mercedes, 1
7. Jacques Villeneuve, BAR-Honda
8. Felipe Massa, Sauber-Petronas
9. Jarno Trulli, Renault
10. Nick Heidfeld, Sauber-Petronas
11. Mark Webber, Minardi-Asiatech

### Förare som bröt loppet
- Enrique Bernoldi, Arrows-Cosworth (50, kraftförlust)
- Eddie Irvine, Jaguar-Cosworth (45, drivaxel)
- Kimi Räikkönen, McLaren-Mercedes (44, avgasrör)
- Olivier Panis, BAR-Honda (44, gasspjäll)
- Pedro de la Rosa, Jaguar-Cosworth (30, drivaxel)
- Mika Salo, Toyota (26, växellåda)
- Heinz-Harald Frentzen, Arrows-Cosworth (25, kraftförlust)
- Giancarlo Fisichella, Jordan-Honda (19, hydraulik)
- Takuma Sato, Jordan-Honda (5, växellåda)
- Allan McNish, Toyota (0, elsystem)

### Förare som ej kvalificerade sig
- Alex Yoong, Minardi-Asiatech

## VM-ställning
| Förarmästerskapet 1. Michael Schumacher, Ferrari, 34 2. Ralf Schumacher, Williams-BMW, 20 3. Juan Pablo Montoya, Williams-BMW, 17 | Konstruktörsmästerskapet 1. Ferrari, 40 2. Williams-BMW, 37 3. McLaren-Mercedes, 9 |